# Mare de Déu de Carrassumada
La Mare de Déu de Carrassumada és un conjunt d'església i masia de Torres de Segre (Segrià) protegit com a Bé Cultural d'Interès Local.

## Descripció
Conjunt d'ermita i masia situades sobre un tossal. Ambdues construccions són molt senzilles i sense cap afegit decoratiu. L'ermita és de planta rectangular amb absis circular i té una sola nau amb embigat al sostre faixat, amb dues arcades de mig punt rebaixat amb contrafort exterior. La masia contigua conserva part de l'obra mestra primitiva a la planta baixa, reforçada també amb contraforts.

## Història
Després de la Guerra Civil es va reconstruir part de l'ermita. També s'han realitzat moltes remodelacions a la masia.